# José Isaac Peres
José Isaac Peres é um empresário e economista, formado pela Faculdade Nacional de Economia da Universidade do Brasil, nascido no Rio de Janeiro. É casado com Maria Helena Peres e sócio fundador da Multiplan.

## Biografia
Com mais de 60 anos de atuação nos mercados imobiliário e de shopping centers, o empresário José Isaac Peres é sócio fundador e presidente do Conselho de Administração da Multiplan.
Economista formado pela Faculdade Nacional de Economia da Universidade do Brasil, Peres contribuiu para impulsionar a indústria imobiliária no Brasil, sendo um dos precursores do setor e uma referência nos mercados brasileiro e internacional.

## Trajetória Profissional
Em 1963, fundou a Veplan Imobiliária, tendo desenvolvido centenas de projetos imobiliários, como o Edifício Cidade, no Rio de Janeiro. Posteriormente, por meio da fusão da Veplan Imobiliária com a construtora Cordeiro Guerra, criou a Veplan Residência, responsável pela construção do Shopping Ibirapuera, em São Paulo, um dos primeiros shoppings do país nos moldes de comercialização atuais.
Em 1974, fundou a Multiplan, dando grande impulso à indústria de shopping centers no Brasil, sempre inovando e apostando em áreas distantes dos centros urbanos, que depois viriam a se tornar novos polos de desenvolvimento e áreas imobiliárias de alto valor econômico. Exemplos disso, foram o BH Shopping, em Belo Horizonte; o Barra Shopping, no Rio de Janeiro; e o Ribeirão Shopping, em Ribeirão Preto.
Focado em antecipar as necessidades dos seus consumidores, Peres também foi o primeiro a construir cinemas dentro dos empreendimentos, assim como restaurantes, parques de diversões, atividades culturais e eventos. É também, pioneiro na execução de projetos multiuso, construindo, no entorno de seus shoppings, centros comerciais, prédios residenciais, centros médicos e hotéis.
No setor imobiliário, Peres construiu o primeiro condomínio residencial com campo de golfe iluminado da América Latina, além de ciclovia, heliponto e clube de lazer. O Barra Golden Green, localizado na Avenida Sernambetiba, na praia da Barra da Tijuca, no Rio de Janeiro, é sinônimo de condomínio de alto luxo no Brasil. Atualmente, está em construção em Porto Alegre, no Rio Grande do Sul, o complexo Golden Lake, um bairro privativo de luxo, inspirado no Barra Golden Green, que abrigará sete condomínios e um dos maiores lagos artificiais do Brasil.
Em 2007, Peres abriu o capital da Multiplan, acelerando seu processo de expansão. Hoje, a Companhia é a maior empresa imobiliária, em valor de mercado, da Bolsa de Valores do Brasil (B3). Seu portfólio conta com 20 shoppings centers e duas torres comerciais em operação, em 7 estados brasileiros, gerando mais de 70 mil empregos no país. Os empreendimentos somam cerca de 6.000 lojas, com um variado mix, e recebem mais de 190 milhões de visitas por ano.
Em fevereiro de 2023, José Isaac Peres deixou o cargo de diretor-presidente da Multiplan, sendo sucedido por seu filho, Eduardo K. Peres, um movimento natural de evolução da Companhia. Desde então, Peres atua como presidente do Conselho de Administração, continuando a contribuir com a empresa.

## Atuação Internacional
No exterior, Peres realizou a construção de importantes projetos imobiliários, em Miami, e foi pioneiro na construção do primeiro shopping center em Portugal, o CascaiShopping, na cidade de Cascais.

## Prêmios e Reconhecimentos
José Isaac Peres foi eleito oito vezes o melhor CEO de companhias imobiliárias na América Latina, segundo a pesquisa Institutional Investor, que traz a visão de investidores e analistas do mercado.
Em 2001, foi condecorado com o Título de Professor Emérito da Escola de Negócios da UniverCidade/RJ, em cerimônia presidida pelo Reitor Paulo Alonso.
Em 2022, foi consagrado Empresário do Ano, pela Associação Comercial do Rio de Janeiro, além de receber a medalha do Bicentenário Visconde de Mauá, a maior honraria da Associação Comercial do Rio de Janeiro.
Em 2023, foi agraciado com a Medalha do Pacificador, no Palácio Duque de Caxias, Rio de Janeiro. Destaque como cidadão brasileiro exemplar, símbolo de patriotismo e da prestação de serviços ao Exército e como empresário, que contribuiu, há mais de 60 anos, para o desenvolvimento econômico e social do Brasil.

## Atuação Política
José Isaac Peres é conhecido principalmente por sua atuação no setor imobiliário e na construção de shopping centers, mas também possui um histórico de engajamento em questões políticas e sociais. Em diferentes momentos, Peres dialogou com autoridades  e contribuiu com políticas públicas relacionadas ao desenvolvimento urbano e econômico das regiões onde seus empreendimentos estão situados, bem como do Brasil, sendo um dos exemplos dessa atuação, o fato de ter recebido o título de cidadão ribeirãopretano pela Câmara Municipal desta cidade. Embora não tenha seguido carreira política, seu envolvimento reflete a preocupação com temas que impactam o ambiente de negócios e a sociedade, sempre buscando equilibrar interesses empresariais e coletivos.
Segundo o portal noticioso Metrópoles, José Isaac Peres, fazia parte de um grupo de empresários no Twitter onde defendiam um golpe de Estado no Brasil em 2022 no caso de Luiz Inácio Lula da Silva ser eleito no pleito daquele ano. Segundo a investigação do portal, o fundador da Multiplan espalhou informações comprovadamente falsas sobre o sistema eleitoral brasileiro. Ele afirmou que sondagens de intenções de voto são “manipuladas” para confirmar resultados de “urnas secretas”. Ele continua. “O TSE é uma costela do Supremo, que tem 10 ministros petistas. Bolsonaro ganha nos votos, mas pode perder nas urnas. Até agora, milhões de votos anulados nas últimas eleições correm em segredo de Justiça. Não houve explicação”, escreveu.
Em 18 de agosto de 2023, o então ministro do Supremo Tribunal Federal, Alexandre de Moraes, determinou o arquivamento da investigação contra Peres. Segundo o ministro, "não foi encontrada nenhuma prova robusta contra o empresário".